# Brücke von Bechyně
Die Brücke von Bechyně (tschech. Bechyňský most) ist eine kombinierte Eisenbahn- und Straßenbrücke über das Tal der Lužnice (Lainsitz) bei Bechyně. Sie wurde in den Jahren 1926 bis 1928 im Zuge der Verlängerung der Bahnstrecke Tábor–Bechyně erbaut. Im Volksmund wird sie als Bechyňská duha (Bechyňer Regenbogen) bezeichnet.
Die Brücke von Bechyně hat seit 2014 den Status eines Nationalen Kulturdenkmals der Tschechischen Republik.